# A1 Team Singapore
Het A1 Team Singapore was een Singaporees raceteam dat deelnam aan de A1 Grand Prix. Eigenaar van het team was Krishna Ramachandra. Het team werd net als zusterteam USA gerund door West Surrey Racing.
Het team was slechts een seizoen actief in de A1GP met twee coureurs. De laatste drie evenementen in Mexico, Shanghai en Engeland kon het team niet meedoen wegens een blessure die coureur Christian Murchison opliep tijdens de race in Zuid-Afrika. Hij was samen met Denis Lian de coureurs van het team. De hoogst behaalde notering was een achtste plaats op het circuit van Peking.